# Brasão de armas do Peru

O Brasão de armas do Peru actual foi elaborado em 1825 e modificado em 1950.

## Versão de 1825
Em 25 de Fevereiro de 1825, Simón Bolívar e o Congresso Constituinte formataram uma lei definindo os símbolos nacionais. Esta estabeleceu o novo Brasão de Armas, semelhante ao que fora utilizado anteriormente. Este foi projetado pelos Congressistas José Gregorio Paredes e Francisco Javier Cortés. A descrição oficial foi a seguinte:
"As armas da Nação peruana são compostas por um escudo dividido em três campos (forma polonesa)ː uma com luz azul, para a esquerda, que irá ter a uma vicunha olhando para dentro; outro branco, à direita, onde uma árvore cinchona está localizada; e outro, de cor vermelha, em baixo, com uma cornucópia derramando moedas, significando, com estes símbolos, as riquezas do Peru, nos três reinos naturais. A crista tem uma coroa cívica; e são escoltados de cada lado por bandeiras com o padrão de cores nacionais."

## Versão de 1950
O Brasão de Armas utilizado hoje em dia é uma modificação da versão de 1825. Até 1950, o Brasão de Armas foi um símbolo tanto da Nação como do Estado, e apresentou algumas dificuldades na sua concepção. Estes geraram, meses após a sua criação, os selos dos ministérios, modificado na lei, a largura do corte da blindagem para projetar a cornucópia confortavelmente, e livrando-se da escolta das bandeiras.
A última modificação foi em Março de 1950, pela administração do General Manuel A. Odría. Desta forma, o Brasão de Armas foi dividido em metades, bem como a secção inferior tornou-se maior, mais do que os mais pequenos. O Brasão de Armas foi criado em simultâneo como um símbolo heráldico do Estado.